# Surin, Vienne
Surin är en kommun i departementet Vienne i regionen Nouvelle-Aquitaine i västra Frankrike. Kommunen ligger i kantonen Charroux som tillhör arrondissementet Montmorillon. År 2022 hade Surin 124 invånare.

## Befolkningsutveckling
Antalet invånare i kommunen Surin
| Referens: INSEE |